# Troglohyphantes oromii
Troglohyphantes oromii este o specie de păianjeni din genul Troglohyphantes, familia Linyphiidae. A fost descrisă pentru prima dată de Ignacio Ribera și Blasco, 1986.
Este endemică în Insulele Canare. Conform Catalogue of Life specia Troglohyphantes oromii nu are subspecii cunoscute.